# لاتویاس بالزامس
لاتویاس بالزامس (به لتونیایی: Latvijas Balzams) شرکت نوشیدنی‌های الکلی لتونیایی است، که به‌عنوان بزرگترین تولیدکننده نوشیدنی‌های الکلی در کشورهای حوزه دریای بالتیک شناخته می‌شود.
پیشینه تأسیس شرکت لاتویاس بالزامس به سال ۱۹۷۰ بازمی‌گردد، که در سال ۱۹۹۷ در پی خصوصی‌سازی آن بار دیگر سازماندهی شد و به‌فرم کنونی درآمد. دفتر مرکزی این شرکت در شهر ریگا، لتونی قرار دارد و بخشی از سهام آن در بازار بورس نزدک اوام‌اکس معامله می‌شود.